# 兵庫県立明石北高等学校
兵庫県立明石北高等学校（ひょうごけんりつ あかしきたこうとうがっこう）は、兵庫県明石市大久保町に所在する県立高等学校。
愛称・略称は「北高」（きたこう）、「明北」（めいほく）。市内では「北高」、部活動の活動等においては「明北」と呼称されることが多い。
スーパーサイエンスハイスクール (SSH) 指定校である。

## 概要
- 第3学区（一部、淡路島・神戸市西区の自由学区からの通学も認められている）に属する。市内で3番目に古い県立高校であり、明石学区が総合選抜制に移行される前に設立された最後の高等学校でもある。全日制普通科、および理数系の専門学科である自然科学科（2012年に普通科自然科学コースから改変）からなる。
- 部活動は、全国大会優勝実績を持つウエイトリフティング部が好成績を残している。

## 沿革
- 1972年 - 開校。
- 1975年 - 明石三校（明石・明石南・明石北）において総合選抜制による入学試験実施。
- 1986年 - 普通科に理数コース設置。
- 2003年 - 理数コースを自然科学コースへ改編。
- 2004年 - 同窓会館（朔風会館）完成。
- 2008年 - 明石学区総合選抜制廃止に伴い、複数志願制による入学試験実施。
- 2010年 - 文部科学省からスーパーサイエンスハイスクール（SSH）指定を受ける。
- 2012年 - 普通科自然科学コースを改編し、全県学区の自然科学科設置。
- 2015年 - 文部科学省から2期目のスーパーサイエンスハイスクール (SSH) 指定を受ける。
- 2020年 - 文部科学省から3期目のスーパーサイエンスハイスクール (SSH) 指定を受ける。

## 校訓
「自主・協調・創造」
その他、開拓者精神をモットーとしている。

## 学科
- 普通科 7クラス 280名（一般入試・3月）
  - 文類型
  - 理類型
- 自然科学科 1クラス 40名（推薦入試・2月）

普通科は2年から文類型、理類型に分かれる。

## SSH
- 平成22年度に文部科学省から平成26年度までの5年間スーパーサイエンスハイスクール (SSH) に指定され、有名な科学者を招致しての科学講演会や、主に学科生を対象にした東京研修・アメリカ研修などの行事、また研究発表会への参加等が行われた。

## 部活動
- 硬式野球
- ハンドボール（男子・女子）
- サッカー
- ソフトテニス（男子・女子）
- ウェイトリフティング
- 陸上競技
- バレーボール（男子・女子）
- バスケットボール（男子・女子）
- バドミントン
- 剣道
- 空手
- 卓球（男子・女子）
- 水泳
- 体操
- 音楽
- ESS
- 生物
- 化学
- 天文研究
- 家庭科
- 写真
- 書道
- 文芸
- 演劇
- 美術
- 茶華道
- 放送
- パソコン
- 新聞
- ボランティア

## 制服
市内で最初にブレザーを採用。開校当初から30年間以上、女子夏服を除き制服デザインは変更されなかったが、複数志願制初年度の2008年度入学生より、在校生・職員・卒業生などから募ったデザイン案に基づき、男女ともに全面的に新しい制服が採用された。
2023年から、全身制服・制服と私服の掛け合わせ・私服の3パターンでの登校が可能になった。

## 学校行事
- 4月 入学式、春季遠足（全学年）
- 6月 明北祭（文化祭、2日間）
- 7月 夏季球技大会、企業見学（自然科学科全学年）
- 8月 東京研修、京都研修、アメリカ研修
- 9月 体育大会
- 11月芸術鑑賞会
- 1月 修学旅行（2年）百人一首大会（1年）
- 2月 卒業証書授与式
- 3月 冬季球技大会

## 交通アクセス
JR山陽本線大久保駅から、神姫バス「高丘7丁目経由天郷行」乗車約6分、バス停「明石北高校前」下車徒歩約3分。

## 著名な出身者
- 奈良井正巳 - ABCリブラ東京支社長。元朝日放送テレビ東京制作部長、制作局テレビ制作部所属
- 橋口俊宏 - モデル
- 出口若武 - プロ棋士
- 谷俊二‐Tanichuassetment代表　カンボジア、プノンペンで建築中のJ-Tower3(高さ333m)は大阪万博カンボジアパビリオンにモデルを出展。